# Neuville-en-Verdunois
 Neuville-en-Verdunois  là một xã thuộc tỉnh Meuse trong vùng Grand Est đông nam nước Pháp. Xã này nằm ở khu vực có độ cao trung bình 275 mét trên mực nước biển.